# 許瑢 (成化舉人)
許瑢（？年—？年），字廷聲，直隸徽州府祁門縣（今安徽省祁門縣）人。明朝政治人物。

## 生平
成化四年（1468年）戊子科應天府鄉試第四名舉人，為春秋經魁。曾任江西瑞州府推官，陞山東東平州同知。